# Fresh Fruit for Rotting Vegetables
Fresh Fruit for Rotting Vegetables é o álbum de estréia da banda americana de punk rock Dead Kennedys. Foi lançado pela primeira vez em 2 de setembro de 1980, pela Cherry Red Records no Reino Unido e pela I.R.S Records nos Estados Unidos. Posteriormente, foi lançado pela própria gravadora Alternative Tentacles de Jello Biafra nos Estados Unidos. É o único álbum de estúdio do Dead Kennedys a apresentar o baterista Bruce Slesinger e (em uma faixa) o guitarrista Carlo Cadona (mais conhecido por seu nome artístico 6025).

## Gravação e Lançamento
A foto da capa, mostrando vários carros de polícia em chamas, foi tirada durante os distúrbios da "White Night" em 21 de maio de 1979, que resultaram da sentença leve dada ao ex-supervisor da cidade de São Francisco, Dan White, pelo assassinato do prefeito George Moscone e o Supervisor Harvey Milk. Quando Biafra concorreu a prefeito, uma de suas políticas era que uma estátua fosse erguida para Dan White e que ovos, tomates e pedras estivessem disponíveis nas proximidades para atirar nela.  Além disso, a versão da banda de "I Fought the Law" reescreveu a letra fazendo referência ao incidente.

## Recepção
Entre as críticas contemporâneas, Jon Young, da Trouser Press, descobriu que o estilo e o conteúdo do álbum derivam dos Sex Pistols e "soará datado para os atentos às tendências", mas concluiu que o álbum "pode ser o único companheiro legítimo para o álbum dos Pistols Never Mind the Bollocks." Young concluiu que o álbum "funciona em grande parte por causa de Jello Biafra, uma cantora distinta e notável" que "vive com atitudes extremas". Andy Gill, da NME, comparou o álbum à música do grupo punk britânico UK Subs, escrevendo que Dead Kennedys "dificilmente parece ser mais inteligente, tanto musical quanto intelectualmente. . . Apesar da compreensão (dos Dead Kennedys) da dinâmica e de seus arranjos altamente ordenados, há realmente apenas uma faixa aqui que faz uso eficaz de seus maneirismos e dispositivos, e é "Holiday in Cambodia", já disponível em formato único, e provavelmente o maior razão (musical) para a presença deste álbum nas paradas."  Robert Christgau, do The Village Voice, afirmou que achava Biafra pobre como vocalista, comparando seu canto ao de Tiny Tim.
O álbum foi incluído no livro 1001 Albums You Must Hear Before You Die. Em 2013, a NME o classificou no número 365 em sua lista dos 500 Maiores Álbuns de Todos os Tempos.

## Variações
- A contracapa original apresentava uma fotografia encontrada de uma antiga banda lounge chamada Sounds of Sunshine, com o logotipo do Dead Kennedys colado na bateria e caveiras e ossos cruzados emendados em seus instrumentos. A fotografia original, encontrada por Flouride em uma venda de garagem, [6] não tinha nenhum comentário de identificação e foi usada porque a banda a achou "hilária". De alguma forma, Warner Wilder, ex-vocalista da extinta lounge band, soube da foto e ameaçou processar Dead Kennedys.[7] A contracapa foi reimpressa com as cabeças dos membros da banda cortadas, mas essa solução foi considerada insatisfatória para Sounds of Sunshine, forçando uma foto totalmente diferente de quatro pessoas idosas em uma sala de estar (com o mascote do morcego da Alternative Tentacles colado sobre um porta-retrato).[8] Quando a Cleopatra Records relançou Fresh Fruit for Rotting Vegetables em 2002, a imagem original da banda lounge sem cabeça reapareceu.[9] O "Deluxe Reissue" do 25º aniversário, co-lançado pela Cherry Red Records e Manifesto Records em 2005, usou a fotografia de pessoas idosas, mas com o logotipo do Dead Kennedys substituído pelo Alternative Tentacles Bat.[10] [11]
- As primeiras impressões da IRS apresentavam a capa tingida de laranja com letras pretas.[12]  Essa variação de cover não foi autorizada pela banda. De acordo com uma entrevista do final dos anos 80 que Biafra deu à revista Goldmine, o IRS disse à banda que eles queriam fazer a versão doméstica diferente da importação do Cherry Red, ao que Biafra afirmou ter dito ao IRS: "Sim, inferior ao original, mude de volta!"[8] Durante uma apresentação em 1981 no 9:30 Club em Washington, DC, Biafra menciona: "Alguns de vocês se rebaixaram a ponto de comprar nosso maravilhoso álbum, mesmo com a merda da capa laranja da Disneylândia que não foi ideia nossa."[6]
- As impressões pós-IRS e pré-Alternative Tentacles na subsidiária de produtos defeituosos da IRS adicionaram "Police Truck" ao meio da sequência do lado A, entre "Let's Lynch the Landlord" e "Drug Me".[13]
- Algumas prensagens de vinil Cherry Red adicionaram "Too Drunk to Fuck" ao final do Lado A.[14]
- Prensagens piratas de Fresh Fruit for Rotting Vegetables (assim como os próximos dois lançamentos de Dead Kennedys, In God We Trust Inc. e Plastic Surgery Disasters ) foram fabricados na Itália, Espanha e Portugal. De acordo com Biafra, essas prensagens foram fabricadas por alguém que reteve as peças-mestre de licenciados italianos extintos e lançou o que Biafra descreveu como "prensagens com qualidade de garrafa Clorox ". Essas prensagens eram vendidas por um distribuidor terceirizado para lojas de discos que eram, nas palavras de Biafra, "muito esnobes" para negociar com os distribuidores independentes com os quais a Alternative Tentacles negociava.[8]
- O groove das primeiras prensagens de Alternative Tentacles, bem como as primeiras prensagens de Cherry Red, inclui o texto "Bem? Quem são os policiais do cérebro??? — uma referência à música "Who Are the Brain Police?" do grupo The Mothers of Invention.[12]
- A Manifesto Records lançou uma versão totalmente remixada de Fresh Fruit em setembro de 2022, remixada por Chris Lord-Alge. O lançamento, instigado pelo empresário da parceria dos membros da banda (que tinha ligações pessoais com Lord-Alge) e aprovado pelos membros da banda Ray Pepperell, Klaus Flouride e Darren Henley (este último não era membro da banda na época), foi criticado por Biafra em um comunicado à imprensa de julho de 2022.[15] Biafra também observou que, embora respeitasse o histórico de Lord-Alge, não achava que Lord-Alge fosse a pessoa certa para remixar qualquer material do Dead Kennedys.

## Lista de Faixas
Todas as faixas escritas e compostas por Jello Biafra, exceto onde é especificado. 
| Lado A |                                                                |         |  |
| N.º    | Título                                                         | Duração |  |
| 1.     | "Kill the Poor" (Música: Biafra e East Ray Bay; Letra: Biafra) | 3:07    |  |
| 2.     | "Forward to Death" (Carlo Cadona)                              | 1:23    |  |
| 3.     | "When Ya Get Drafted"                                          | 1:23    |  |
| 4.     | "Let's Lynch the Landlord"                                     | 2:13    |  |
| 5.     | "Drug Me"                                                      | 1:56    |  |
| 6.     | "Your Emotions" (East Ray Bay)                                 | 1:20    |  |
| 7.     | "Chemical Warfare"                                             | 2:55    |  |

| Lado B         |                                                                                                 |         |  |
| N.º            | Título                                                                                          | Duração |  |
| 1.             | "California Über Alles" (Música: Biafra; Letra: Biafra, John Greenway)                          | 3:03    |  |
| 2.             | "I Kill Children"                                                                               | 2:04    |  |
| 3.             | "Stealing People's Mail"                                                                        | 1:34    |  |
| 4.             | "Funland at the Beach"                                                                          | 1:49    |  |
| 5.             | "Ill in the Head" (Música: Carlo Cadona; Letra: Biafra)                                         | 2:46    |  |
| 6.             | "Holiday in Cambodia" (Música: Dead Kennedys - Slesinger, Ray, Biafra, Flouride; Letra: Biafra) | 4:37    |  |
| 7.             | "Viva Las Vegas" (cover de Elvis Presley)                                                       | 2:42    |  |
| Duração total: | Duração total:                                                                                  | 33:06   |  |

## Fresh Fruit for Rotting Eyeballs
Fresh Fruit for Rotting Eyeballs é o documentário de acompanhamento de 55 minutos, dirigido por Eric S. Goodfield, que está incluído na edição do 25º aniversário de Fresh Fruit for Rotting Vegetables. Apresenta uma breve história dos primeiros anos do Dead Kennedys até sua primeira turnê no Reino Unido, apresentações ao vivo nunca antes vistas, entrevistas com Klaus Flouride e East Bay Ray, comentários de jornalistas musicais e informações das principais pessoas envolvidas na gravação. O vídeo omite referências às origens das canções que incluiriam uma menção a Jello Biafra, embora sua candidatura a prefeito em 1979 seja destacada.

## Ficha Técnica
Dead Kennedys
- Jello Biafra – vocais
- East Bay Ray – guitarra
- Klaus Flouride – baixo, vocais de apoio
- Ted – bateria

Adicionais
- Carlos Cadona - guitarra em "Ill in the Head"
- Paul Roessler – teclados em "Drug Me" e "Stealing People's Mail"
- Ninotchka (Teresa Soder) – teclados em "Drug Me", vocais de apoio em "Chemical Warfare"
- Dirk Dirksen - vocais de apoio em "Chemical Warfare"
- Bobby Unrest - vocais de apoio em "Chemical Warfare"
- Michael Synder - vocais de apoio em "Chemical Warfare"
- Bruce Calderwood (Bruce Loose) - vocais de apoio em "Chemical Warfare"
- Bárbara Hellbent - vocais de apoio em "Chemical Warfare"
- HyJean - vocais de apoio em "Chemical Warfare"
- Curt - vocais de apoio em "Chemical Warfare"
- Chi Chi - vocais de apoio em "Chemical Warfare"

Produção
- Norm - produtor
- East Bay Ray - produtor
- Oliver DiCicco e John Cuniberti – engenheiro, mixagem
- Kevin Metcalfe e Paul Stubblebine - masterização
- Judith Calson - fotografia da capa
- Winston Smith - arte
- Annie Horwood - arte
- Gelatina Biafra - arte

## Gráficos
| Gráfico (1980)                | Posição |
| ----------------------------- | ------- |
| Austrália (Kent Music Report) | 98      |
| UK Indie Chart                | 2       |

Em 2010, foi certificado diamante pela Independent Music Companies Association, que indicou vendas de pelo menos 250.000 cópias em toda a Europa. 